# علامة ليتن
علامة ليتن (الاسم العلمي: Litten's sign) -تُعرف أيضًا بظاهرة الحجاب- هي شلل في نصف الحجاب -قسم الحجاب الملامس للجنب الجداري أثناء التنفس في قاعدة الجوف الجنبي-.
يحدث هذا عندما تقل منطقة المقاربة (عندما يلامس جزء من الحجاب الحاجز الغشاء الجنبي الجداري أثناء الزفير) نتيجة لتسطح الحجاب الحاجز أثناء الشهيق ويحدث تغيير في الضغط في الأحياز الوربية الأخيرة حيث بزداد الضغط داخل الصدر ويقل داخل البطن، مما يؤدي إلى تمدد القفص الصدري أثناء التنفس.
ويكتشف هذا عن طريق تغير الصوت في الأحياز الوربية الأخيرة أثناء طريقة الكشف بالقرع أثناء الزفير والشهيق. ويحدث هذا نتيجة فرط انتفاخ الرئة في أمراض الانسداد الرئوي  المزمنة، وخصوصاً مرض الانتفاخ الرئوي.
. وفي هذه الحالة ربما يوجد أيضاً علامة هوفر.